# Omphalotropis albocarinata
Omphalotropis albocarinata es una especie de molusco gasterópodo de la familia Assimineidae en el orden de los Mesogastropoda.

## Distribución geográfica
Es endémica de la  Isla Norfolk.  